# Leioproctus otautahi
Leioproctus otautahi är en biart som beskrevs av Donovan 2007. Leioproctus otautahi ingår i släktet Leioproctus och familjen korttungebin. Inga underarter finns listade i Catalogue of Life.